# Dolly (Vorname)
Dolly ist ein weiblicher Vorname.

## Herkunft und Bedeutung
Dolly ist die Kurzform des spanischen weiblichen Vornamens Dolores oder des englischen Vornamens Dorothy.

## Bekannte Namensträger
- Dolly Buster (* 1969), eigentl. Kateřina Nora Bochníčková bzw. Katja-Nora Baumberger, tschechische Pornodarstellerin, Produzentin, Regisseurin und Schauspielerin
- Dolly Collins (1933–1995), englische Folkmusikerin
- Dolly Dawn (1916–2002), US-amerikanische Sängerin
- Dolly Dollar (* 1962), eigentl. Christine Zierl, geb. Giannakopoulos, deutsche Film- und Bühnenschauspielerin
- Dolly Haas (1910–1994), eigentl. Dorothy Clara Louise Haas, deutsch-US-amerikanische Schauspielerin
- Dolly Jones (1902–1975),  US-amerikanische Jazz-Trompeterin
- Dolly Parton (* 1946), eigentl. Dolly Rebecca Parton, US-amerikanische Country-Sängerin und Filmschauspielerin
- Dolly Rathebe (1928–2004), eigentl. Josephine Malatsi, südafrikanische Blues- und Jazzsängerin
- Dolly Richter-Hannes (1933–2022), deutsche Juristin, Hochschullehrerin und Rechtsanwältin
- Dolly Rüdeman (1902–1980), niederländische Grafikerin, Plakatkünstlerin, Illustratorin und Autorin von Kinderbüchern
- Dolly Shepherd (1886–1983), britische Fallschirmspringerin
- Dolly Walker-Wraight (1920–2002), englische Lehrerin, Historikerin und Marlowe-Forscherin
- Walburga „Dolly“ Oesterreich (~1864–1961), US-amerikanische Hausfrau und Hauptfigur in einem Kriminalfall